# Scoliaste
Nell'antichità uno scoliaste era un autore di scolii, annotazioni ai testi classici.

## Tipologia
Fu una figura diffusasi particolarmente nel medioevo ed i loro commenti ed annotazioni, detti appunto scolii, sono stati importanti per lo studio di testi più arcaici, specialmente greci e latini. A volte si può trovare il termine chiosatore inteso quasi come sinonimo.
Lo scolio è, dunque, una nota esplicativa, isolata o appartenente a un commento di un'opera antica e può presentarsi come marginale o interlineare (inserito nel testo stesso, tra le righe). In genere, lo scoliaste inizia ripetendo la parola o il passaggio commentato (chiamato "lemma"), poi aggiungendo i propri commenti, che sono una preziosa fonte di informazioni, sia filologiche che storiche.
Gli scoliasti sono generalmente anonimi. Sono designati in base all'opera o all'autore che hanno commentato, alla maniera dei ceramisti che sono conosciuti solo in base alle loro opere. Si parla così, ad esempio, dello “scoliaste di Omero” o dello “scoliaste del verso n delle Baccanti di Euripide”. Queste aggiunte non sono datate, il che rende difficile valutarne il valore. L'anonimato e la difficoltà di datazione distinguono gli scholia dai commenti eruditi fatti da un autore ben identificato, come i commenti di Eustazio di Tessalonica ai poemi di Omero.
Gli scholia sono spesso brevi, ma la loro lunghezza varia molto secondo l'opera commentata e secondo gli scoliasti. Lo stile adottato dagli scholia varia a seconda degli scoliasti, ma a volte include abbreviazioni e termini tecnici del linguaggio che possono rendere difficile la traduzione.